# Mikko Härkin
Mikko Härkin (Keitele, Finlandia; 25 de mayo de 1979) es un músico finlandés. Es el teclista y uno de los líderes de las bandas Random Eyes, Essence of Sorrow y Mehida. Más conocido por su contribución entre 2000 y 2002 en la banda finlandesa de power metal Sonata Arctica. 

## Biografía
Al cumplir los 5 años comenzó a tocar piano gracias a las clases brindadas por su abuelo, demostrando su habilidad, talento y un nivel increíble para un niño. Sin embargo, unos años más tarde cambiaría al teclado, al conocer la música de Yngwie Malmsteen durante una reunión escolar.
En 1999 fue invitado por el finlandés Jarno Keskinen a encargarse de los teclados en su banda Kenziner con la que saca un disco titulado "The Prophecies". A fines del mismo año, se le pide acompañar a la banda de power metal "Sonata Arctica" a una de sus giras, haciéndolo con mucho éxito cosa que trae sus frutos.
A comienzos de 2000, el vocalista/teclista y compositor de Sonata Arctica, Tony Kakko, le ofrece el puesto de teclista oficial de la banda para así dedicarse exclusivamente a cantar, así Mikko deja Kenziner para unirse a su nuevo proyecto con el que salta a la fama. En 2001 se lanza el segundo disco de la banda "Silence", donde se destacan mucho sus espectaculares solos realizados con su Korg Karma. Su técnica es reconocida de inmediato y en ese año es cuando la revista “Keyboard Magazine” lo publica como el cuarto mejor teclista, poniéndolo sobre su gran influencia el sueco Jens Johansson. En 2002 es invitado por Timo Kotipelto, vocalista de Stratovarius, para participar en su proyecto solista simplemente denominado Kotipelto, con el álbum debut "Waiting For The Dawn". Pero es en septiembre de ese mismo año cuando Mikko decide dejar Sonata Arctica por motivos personales, dejando una carta para sus compañeros y fanáticos. En 2003 fundó la banda Wingdom para demostrar una combinación perfecta entre metal progresivo y power metal, componiendo todos los temas de su primer y único disco titulado “Reality”, el cual fue editado en Finlandia por la discográfica "High & Loud". A los meses siguientes se retiró de la banda. En 2005 fue invitado por Jani Stefanovic (con quien compartiría otros proyectos más adelante) para participar en el segundo disco de la banda Divinefire llamado "Hero".
Actualmente Mikko Harkin es el teclista y programador de las bandas finlandesas de metal melódico Random Eyes, Essence of Sorrow (esta última ya lanzó su primer disco “Reflections Of The Obscure”) y Mehida con quien ya lanzó el primer disco "Blood & Water" y un segundo trabajo llamado "The Eminent Storm", Ambos compuesto íntegramente por Mikko.
En 2009 formó una banda con Jani Liimatainen y Timo Kotipelto llamada Cain's Offering.
En 2011 se unió a Symfonia, donde se encuentran figuras como Timo Tolkki, André Matos, Jari Kainulainen y Uli Kusch.